# ۴۲۸ (میلادی)
۴۲۸ (میلادی) چهارصد و بیست و هفتمین سال تقویم میلادی است.

## درگذشتگان
‎